# 渠县碘泡虫
渠县碘泡虫（学名：Myxobolus chuhsienensis）为碘泡科碘泡虫属的动物。在中国，分布于湖北、四川等，营寄生生活，寄生在鳃（粲、红鳍鲌、青梢红鲌、翘嘴红鲌、齐口裂腹鱼、瓣结鱼、华鲮）、肾（翘嘴红鲌、油粲、青梢红鲌、粲、齐口裂腹鱼、瓣结鱼、青鳉）、胆囊(四川中华吸腹鳅、刺鳞犁头鳅、瓣结鱼)、肠(四川中华吸腹鳅、刺鳞犁头鳅)、输尿管、膀胱、肝。